# Zhang Fengliu
Pour les articles homonymes, voir Zhang.
Zhang Fengliu est une lutteuse chinoise née le 15 novembre 1989. Elle a remporté une médaille de bronze en moins de 75 kg aux Jeux olympiques d'été de 2016 à Rio de Janeiro.